# Sele pod Košuto
Sele pod Košuto (nemško Zell-Koschuta) je naselje v Občini Sele v Okraju Celovec-dežela na Koroškem v Avstriji.